# Vanderlei Paiva Monteiro
Vanderlei Paiva Monteiro, detto Vanderlei (Três Corações, 7 aprile 1946 – Campinas, 27 novembre 2023), è stato un allenatore di calcio e calciatore brasiliano, di ruolo centrocampista.

## Caratteristiche tecniche
Giocava come centrocampista.

## Carriera

### Giocatore

#### Club
Debuttò nell'Atlético Mineiro nel 1966, partecipando alla vittoriosa stagione 1970, che vide il club vincere il campionato statale. L'anno successivo si aggiudicò il Primeiro Campeonato Nacional de Clubes: l'Atlético entrò dunque nella storia come primo campione ufficiale del Brasile. Di quel torneo, Vanderlei disputò ventisette gare, andando a segno una volta: debuttò l'8 agosto al Mineirão contro l'América-MG e mise a segno la sua unica rete all'Ilha do Retiro contro lo Sport. La sua militanza all'Atlético durò per altre quattro annate, dal 1972 al 1975, e ciò gli permise di superare quota cento presenze nel campionato nazionale. Nel 1977 si trasferì alla Ponte Preta e, al suo primo anno con la nuova maglia, andò vicino alla vittoria del Campionato Paulista, giungendo al secondo posto dietro al Corinthians. Con la società dello stato di San Paolo partecipò a tre campionati brasiliani, per poi trasferirsi al Palmeiras. Con la società dalla maglia verde non giocò mai la massima divisione nazionale ma totalizzò diciannove presenze nel campionato statale, andando a segno una volta. Si ritirò poi nel 1981.

#### Nazionale
Debuttò con la propria selezione nazionale nel 1968; nel 1975 ottenne la convocazione per la Copa América. Fece il suo esordio il 31 luglio a Caracas contro il Venezuela, occupando il ruolo di centrocampista laterale nel 4-3-3 della Nazionale brasiliana; disputò poi la partita contro l'Argentina, sempre da titolare, così come il ritorno di entrambi gli incontri. Ottenuto l'ingresso alla fase successiva, fu presente dall'inizio anche nella doppia semifinale contro il Perù sia al Mineirão che a Lima.

## Palmarès

### Giocatore

#### Club

##### Competizioni nazionali
- Campionato Mineiro: 1

Atlético Mineiro: 1970
- Campionato brasiliano: 1

Atlético Mineiro: 1971

### Allenatore

#### Competizioni statali
- Campionato Caterinense: 2

Joinville: 1985, 2001
- Campeonato Paulista Série A2: 1

Marília: 2002
- Campionato Goiano: 1

CRAC: 2004